# Javaapfel
Der Javaapfel oder Rosenapfel (Syzygium samarangense), auch aus dem englischen Trivialnamen wax apple Wachsapfel genannt, ist eine Pflanzenart aus der Gattung Syzygium innerhalb der Familie der Myrtengewächse (Myrtaceae). Sie wird als Obst in den südostasiatischen Tropen und Subtropen angepflanzt.

## Beschreibung

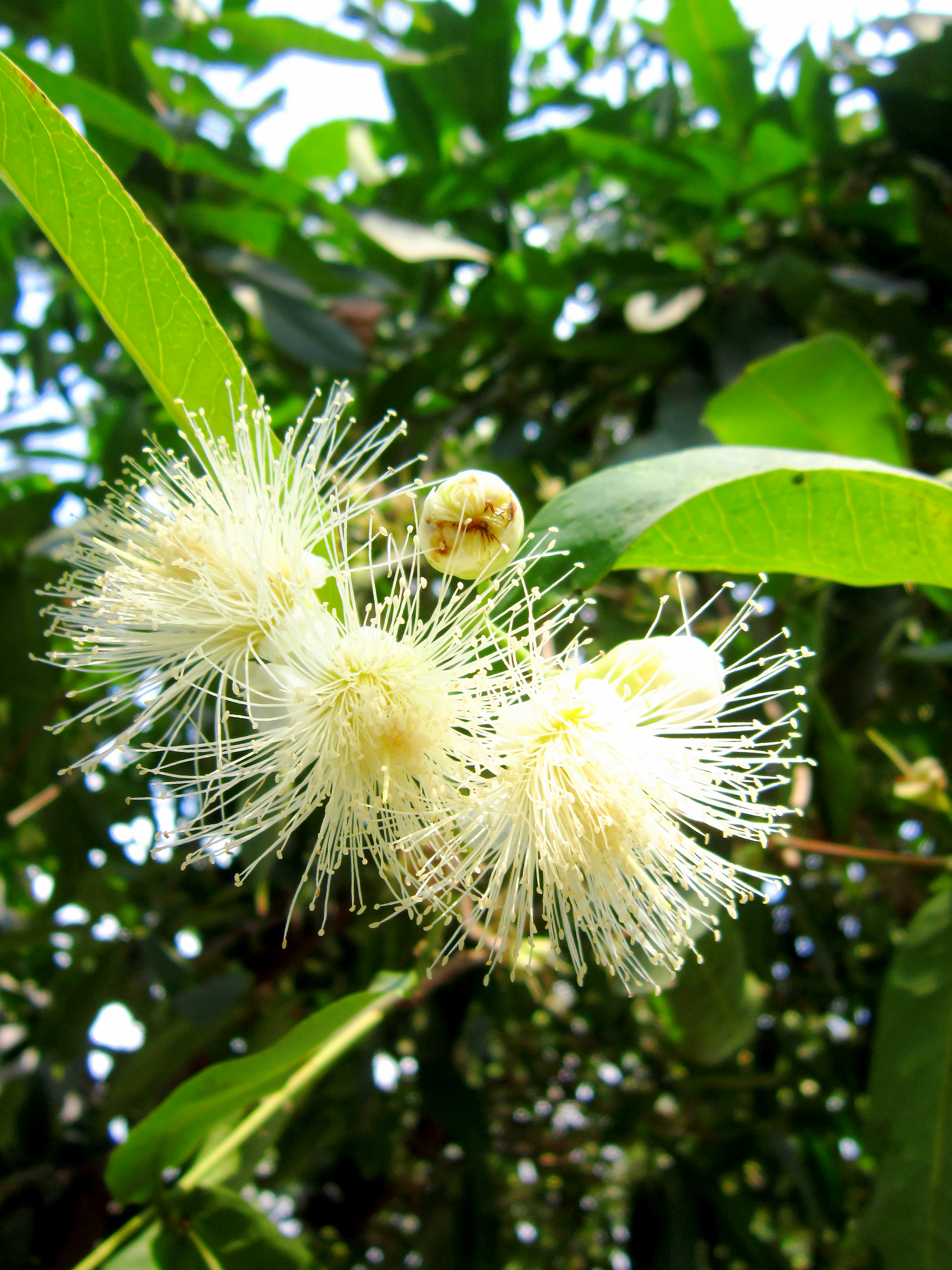
Blüten mit den vielen auffälligen Staubblättern

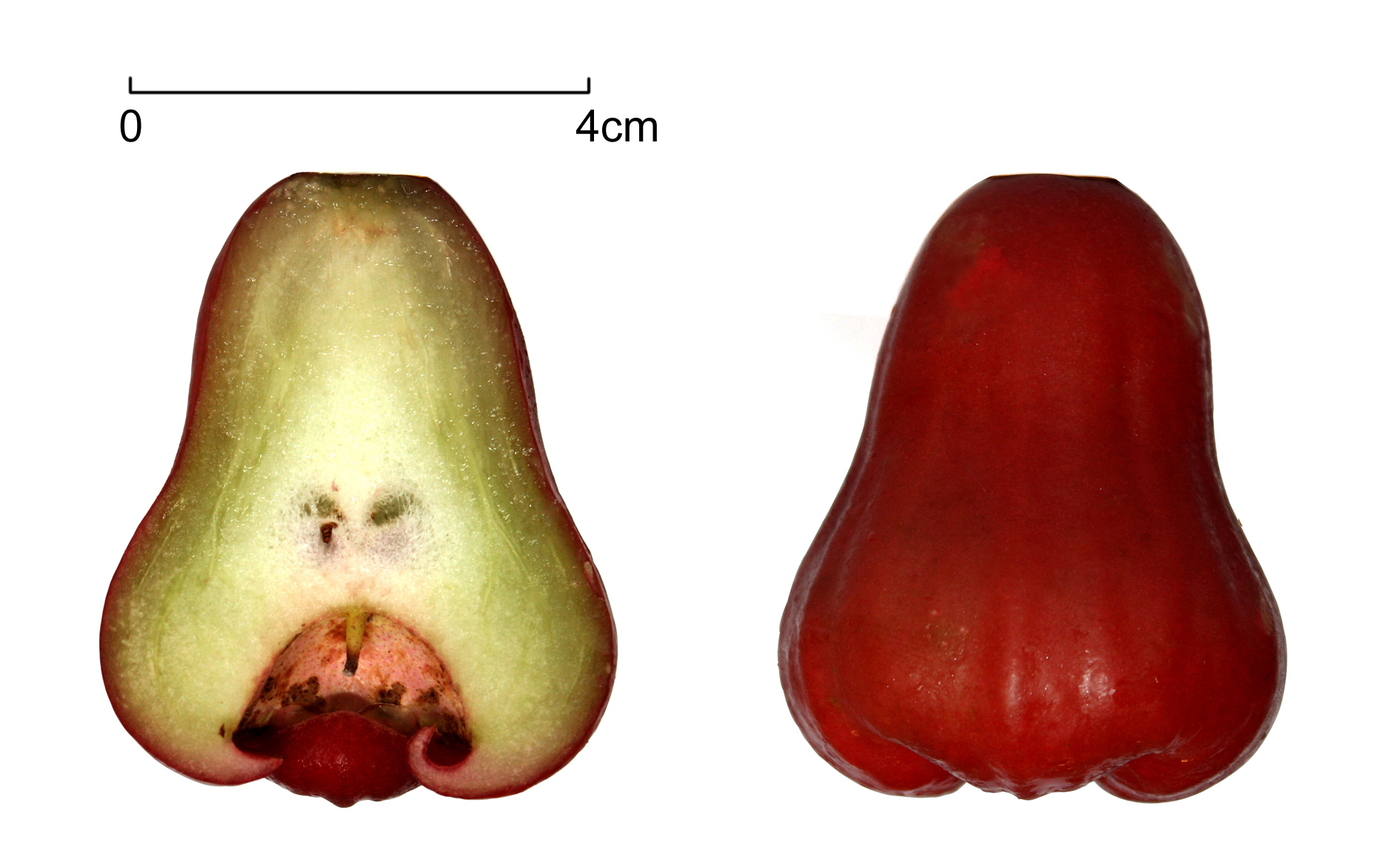
Querschnitt der Frucht

### Vegetative Merkmale
Der Javaapfel wächst als immergrüner Baum mit kurzem Stamm und erreicht Wuchshöhen von bis zu 8 bis 12 Metern. Die Borke ist relativ glatt und bräunlich.
Der Baum bildet eine ausladende, offene Krone und glänzend dunkelgrüne, gegenständig angeordnete und fast sitzende Laubblätter mit 10 bis 25 Zentimeter Länge und 5 bis 10 Zentimeter Breite aus. Sie sind unterseits heller und eiförmig bis eilanzettlich oder lanzettlich und ganzrandig, die Spitze ist bespitzt bis rundspitzig oder spitz bis zugespitzt, geschwänzt. Die Blattbasis ist abgerundet bis leicht herzförmig. Die Nervatur ist gefiedert und unterseits etwas erhaben.

### Generative Merkmale

#### Blüte
Es werden end- oder in den blattlosen Blattknoten, achselständige rispige oder zymöse Blütenstände gebildet. Seine zwittrigen, vierzähligen und gestielten Blüten mit doppelter Blütenhülle, haben einem Durchmesser von etwa 3 bis 4 Zentimeter. Sie sind von weißer bis creme-gelber Farbe, zart duftend und verfügen über eine Vielzahl von langen, weit herausragenden Staubblättern mit weißen Staubfäden. Am bis 1,5 Zentimeter großen, becherförmigen und unten stielartig verschmälerten (pseudogestielt) Blütenboden sitzen 4 rundliche, kleine Kelchlappen und alternierend 4 größere, verkehrt-eiförmige ausladende Petalen. Die Petalen und die Staubblätter sind früh abfallend. Der zweikammerige Fruchtknoten ist unterständig mit einem langen Griffel mit kopfiger Narbe.

#### Frucht
Die glocken- oder birnenförmige, kahle und wachsige, scheinfruchtige Beere, mit oben der Kelchhöhlung und den beständigen und vergrößerten Kelchblättern sowie dem Griffelrest, weist je nach Sorte unterschiedliche Farben auf, von Weiß über Blassgrün und Grün bis Hell- und Dunkelrot, bis hin zu einem ans Schwarze grenzende Tiefrot. Die Länge der Früchte beträgt 4 bis 6 Zentimeter. Das helle, schwammige und saftige Fruchtfleisch hat einen hohen Wassergehalt. Die meist 1 bis 2 rundlichen, bräunlichen und abgeflachten Samen sind bis etwa 8 Millimeter groß.
Der Javaapfel kann leicht mit dem ihm verwandten und ähnlichen Wasserapfel (Syzygium malaccense) verwechselt werden. Letzterer ist jedoch in der Regel kleiner und gedrungener.

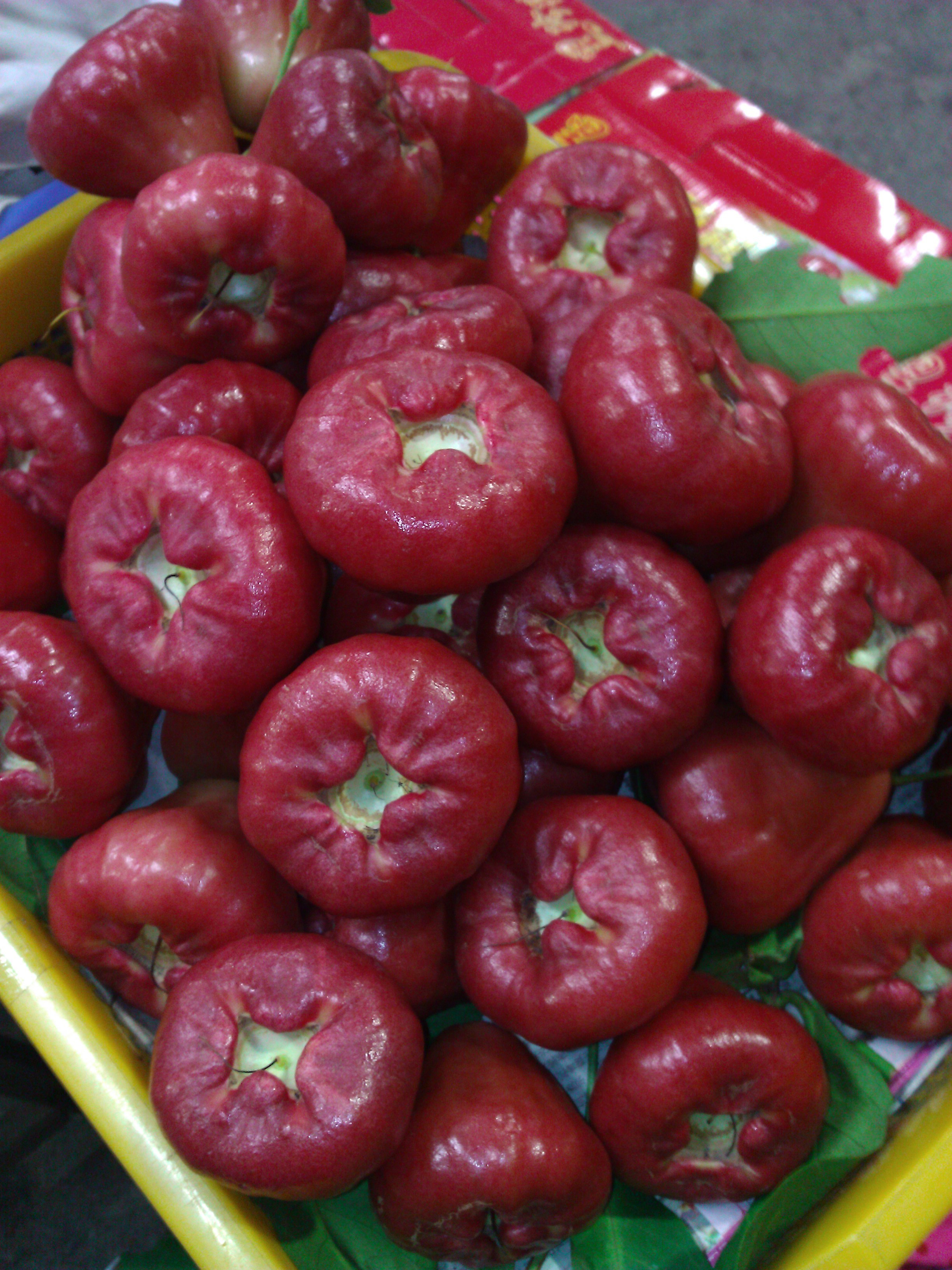
Die Sorte 'Schwarze Perle' in Taiwan
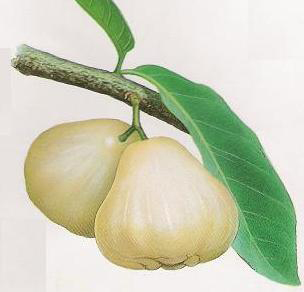
Weiße Javaäpfel
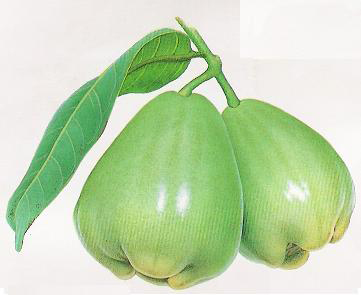
Grüne Javaäpfel
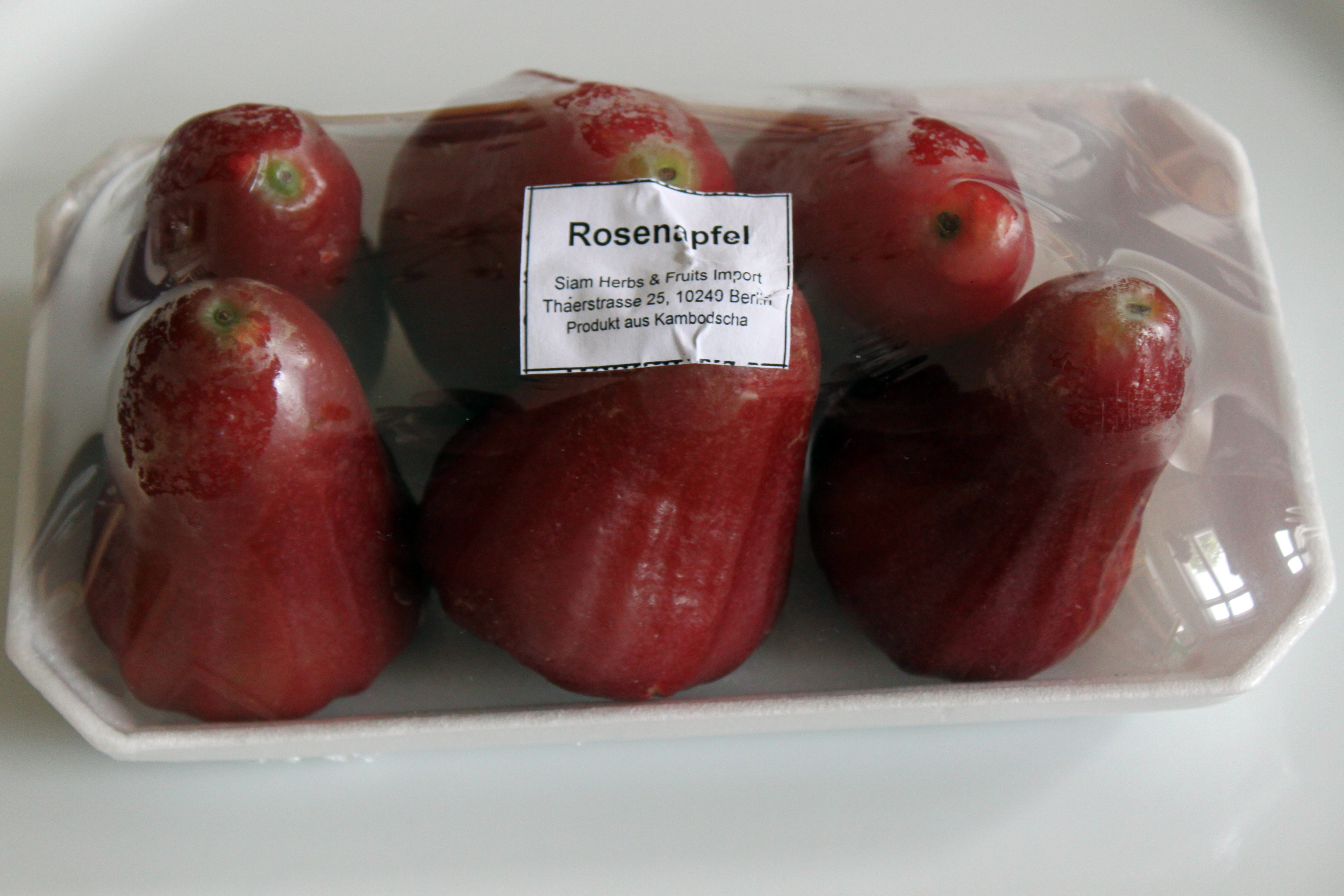
Javaapfel aus dem Dong Xuan Center in Berlin
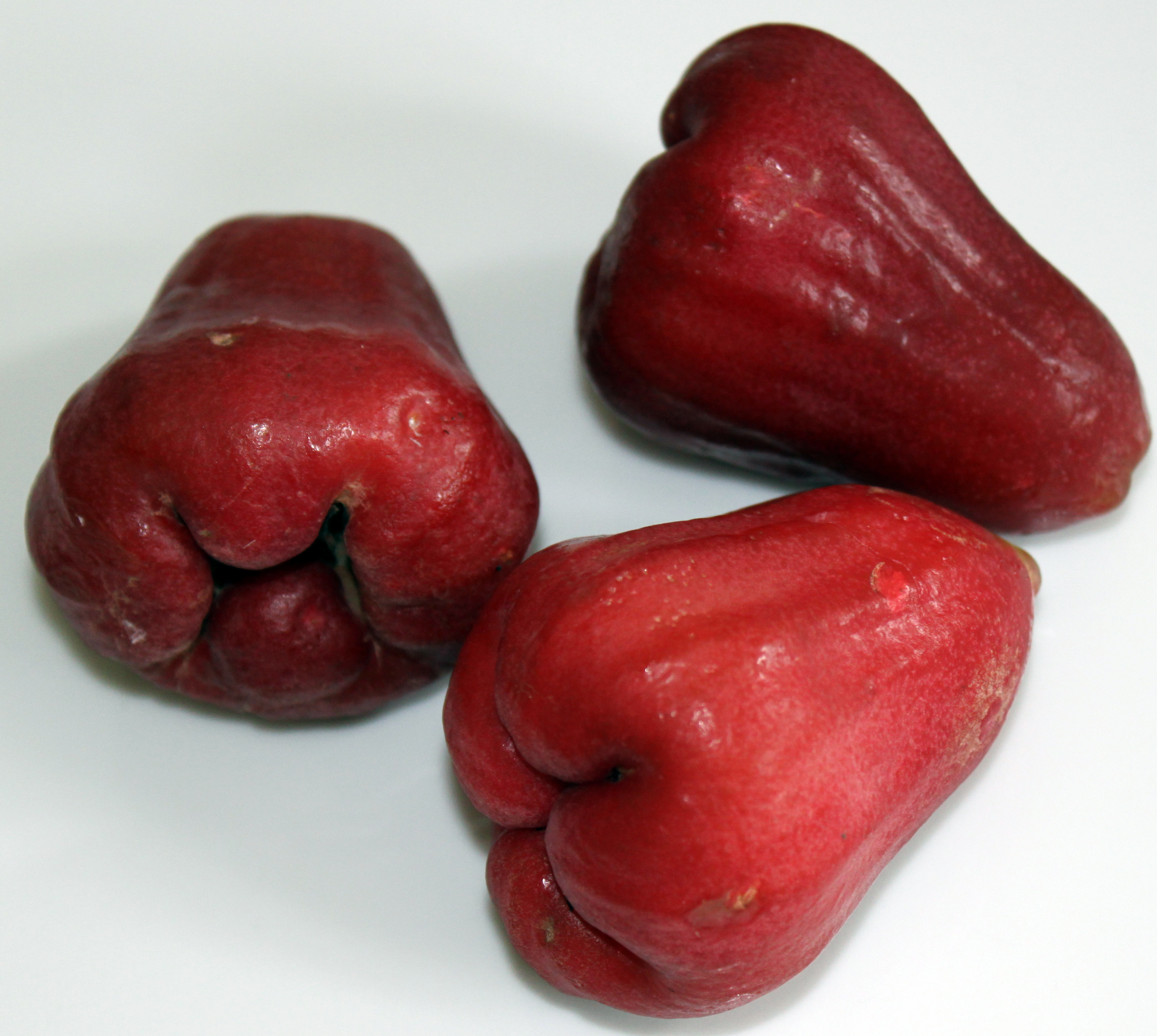
Javaapfel aus dem Dong Xuan Center in Berlin
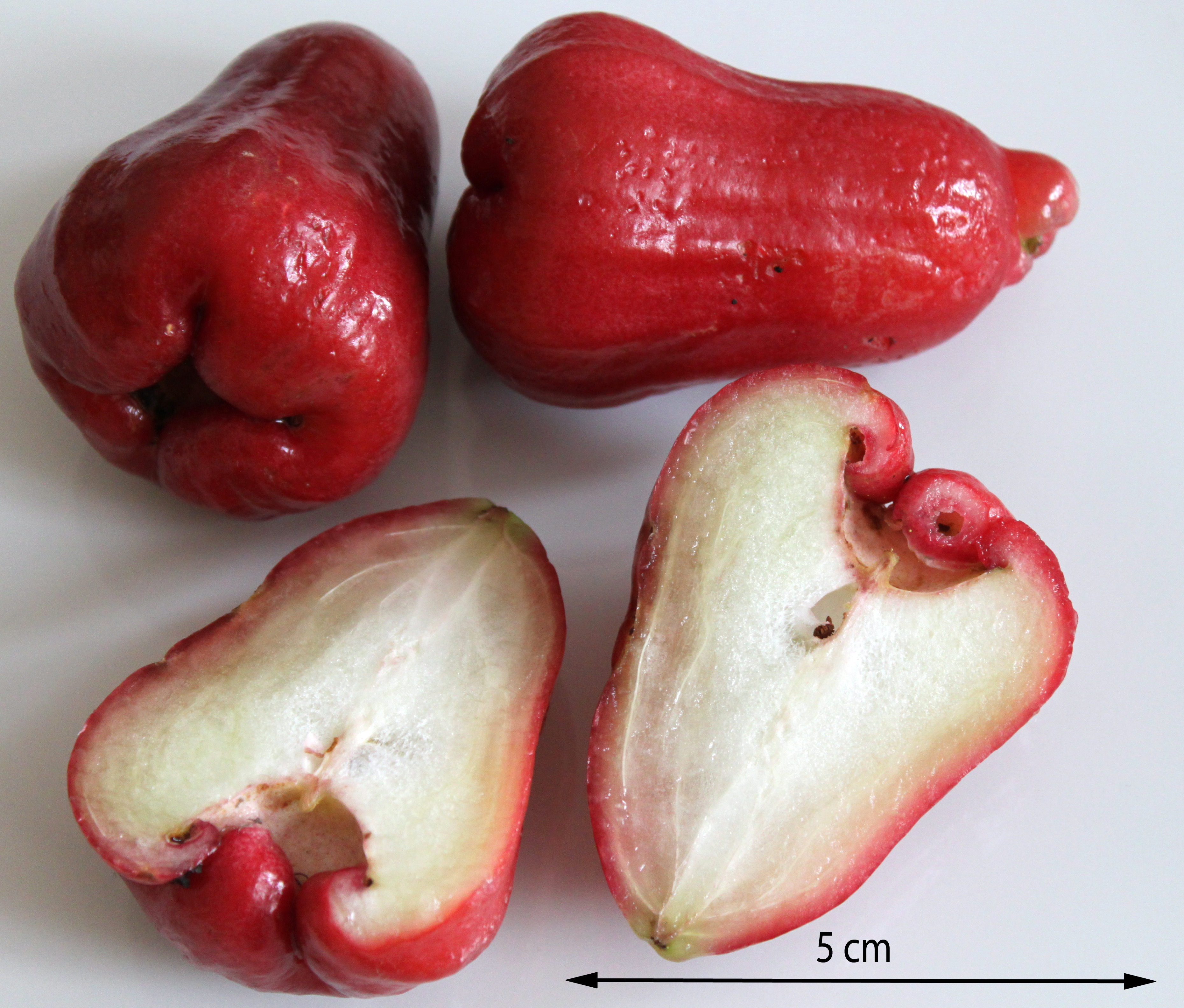
Javaapfel aus dem Dong Xuan Center in Berlin

## Kulinarische Verwendung
Das Fruchtfleisch ist fleischig mit hohem Wassergehalt und wird oft in Salaten frisch verzehrt. Die Früchte sind bekannt für ihren erfrischenden Geschmack, der an Wasser erinnert, und enthalten sehr wenig Nahrungsenergie, viele Antioxidantien wie Vitamin C sowie Mineralien wie Kalium und Kalzium. Damit entwickelt sich der Javaapfel immer mehr zum Trendfood. Aus den Blättern des Javaapfels kann ein ätherisches, krampflösendes Öl, gewonnen werden. Die Früchte enthalten Lycopin, was hautverjüngend wirkt.

## Vermehrung und Anbau
Sein Hauptanbaugebiet weist der Javaapfel inmitten des thailändischen Urwalds auf. Die Vermehrung des Javaapfels erfolgt durch Samen oder Stecklinge. Die Samen sollten ohne weitere Vorbehandlung in eine Mischung aus Aussaaterde und Sand ausgesät und bei einer konstanten Temperatur von etwa 25 °C gehalten werden. Die Vermehrung durch Stecklinge stellt eine schnellere und effizientere Methode dar, um genetisch identische Pflanzen zu produzieren.

## Kultivierung und Pflege
Der Javaapfel gedeiht am besten in tropischen Klimazonen und wird in beheizbaren Wintergärten oder Gewächshäusern kultiviert. Die Pflanze bevorzugt einen sonnigen bis halbschattigen und warmen, windgeschützten Standort. Für eine erfolgreiche Kultivierung ist es wichtig, die Pflanze ganzjährig unter Glas zu halten, um beste Ernteergebnisse zu erzielen.

## Ökologische Bedeutung und Verbreitung
Der Javaapfel trägt zur Biodiversität bei, indem er Bestäuber wie Bienen anzieht und als Nahrungsquelle für verschiedene Vogelarten dient. Die Pflanze ist auch ein wichtiger Bestandteil der lokalen Kultur und Wirtschaft in den Ursprungsregionen, wo sie traditionell angebaut und genutzt wird. Heute wird der Javaapfel auch in anderen tropischen und subtropischen Regionen weltweit kultiviert.